# Marcozero no Release Showlivre (Ao Vivo)

Marcozero no Release Showlivre (Ao Vivo) é um álbum ao vivo gravado no dia 30 de Setembro de 2019 no Estúdio Showlivre em São Paulo e lançado no dia 7 de Novembro de 2019 pelo selo da Showlivre .

## Faixas
Todas as letras escritas por Marco Prates, exceto as faixas 1 e 2 por Vicente Casanova, todas as músicas compostas por Marco Prates.
| N.º            | Título                  | Letras           | Música         | Duração |  |
| 1.             | "Nem Você, Nem Ninguém" | Vicente Casanova | Marco Prates   | 3:50    |  |
| 2.             | "Foi Você Quem Quis"    | Vicente Casanova | Marco Prates   | 2:38    |  |
| 3.             | "20 de Janeiro"         | Marco Prates     | Marco Prates   | 2:38    |  |
| 4.             | "Cartas Para o Oriente" | Marco Prates     | Marco Prates   | 3:21    |  |
| 5.             | "Recomeçar"             | Marco Prates     | Marco Prates   | 3:56    |  |
| 6.             | "Platônica"             | Marco Prates     | Marco Prates   | 6:07    |  |
| 7.             | "Eu"                    | Marco Prates     | Marco Prates   | 3:42    |  |
| 8.             | "Os Campos"             | Marco Prates     | Marco Prates   | 4:13    |  |
| 9.             | "Não Me Deixe Esperar"  | Marco Prates     | Marco Prates   | 4:08    |  |
| 10.            | "Da Sua Vida"           | Marco Prates     | Marco Prates   | 3:38    |  |
| Duração total: | Duração total:          | Duração total:   | Duração total: | 36:00   |  |

## Formação
- Marco Prates - vocal e baixo
- Vini Bancke - guitarra
- Andersonn Prestes - bateria

## Ficha Técnica
- Jeff Molina - Captação. Mixagem e Masterização
- Wagner Bernardes - Captação, Mixagem e Masterização
- Vini Bancke - Mixagem